# Andreas Hammerschmidt
Andreas Hammerschmidt, ur. 1611 (lub 1612) w Brüx, zm. 29 października 1675 w Żytawie – niemiecki kompozytor i organista.

## Życiorys
Podczas wojny trzydziestoletniej cała jego rodzina wyemigrowała do Freiberga w Saksonii jako uchodźcy religijni. 
W latach 1633–1634 pełnił obowiązki organisty na zamku Wesenstein u saskiego księcia Rudolfa von Bünau, w następnych latach był organistą we Freibergu, gdzie ukazały się jego pierwsze kompozycje. W roku 1639 został mianowany na stanowisko organisty przy kościele św. Jana w Żytawie i tę funkcję pełnił do końca życia. Wtedy też rozwinął swoją działalność twórczą i zyskał sławę kompozytora. Jako naczelny organista miasta dysponował świątynią z doskonałymi warunkami muzycznymi (w kościele św. Jana znajdowało się wówczas troje organów). Do jego obowiązków należało komponowanie i wykonywanie utworów wokalnych z organami, prowadzenie chóru i miejskiego zespołu instrumentalnego; dodatkowo nauczał gry na instrumentach klawiszowych i dokonywał ekspertyz organów.
Jest jednym z klasyków wczesnobarokowej ewangelickiej pieśni religijnej w Niemczech, tworzył również motety, madrygały religijne i kantaty. Tekstów do wielu jego utworów religijnych dostarczał jego bliski przyjaciel, poeta Christian Keimann, rektor żytawskiego gimnazjum Johanneum. Do jego tekstu powstała w 1646 roku bożonarodzeniowa pieśń Freuet euch, ihr Christen alle, przez długie lata znana i wykonywana, o czym świadczy choćby fakt, że Johann Sebastian Bach użył jej melodii w swojej kantacie nr 40 Jesu, nimm dich deiner Glieder.
Tworzył muzykę w surowym, protestanckim kanonie. Styl jego utworów wywodzi się częściowo ze znakomitych osiągnięć muzycznych Heinricha Schütza i Hansa Leo Hasslera. Tworzył prawie wyłącznie dzieła religijne (z wyjątkiem trzech tomików). Jego utwory wokalne stylistycznie należą do tzw. hamburskiej szkoły pieśniowej.
Kompozytor został pochowany w Żytawie na dziedzińcu kościoła św. Krzyża. Na pomniku nagrobnym znajduje się napis sławiący jego osobę jako „Orfeusza z Żytawy”.